# Вішань
Вішань, Вішані (рум. Vișani) — село у повіті Бреїла в Румунії. Входить до складу комуни Вішань. Село розташоване на відстані 123 км на північний схід від Бухареста, 54 км на захід від Бреїли, 65 км на південний захід від Галаца, 142 км на схід від Брашова.

## Населення
За даними перепису населення 2002 року у селі проживали 2072 особи.
Національний склад населення села:
| Національність | Кількість осіб | Відсоток |
| -------------- | -------------- | -------- |
| румуни         | 1952           | 94,2 %   |
| цигани         | 120            | 5,8 %    |

Рідною мовою назвали:
| Мова      | Кількість осіб | Відсоток |
| --------- | -------------- | -------- |
| румунська | 1991           | 96,1 %   |
| циганська | 81             | 3,9 %    |

## Відомі уродженці
- Ніколае Мартинеску (1940—2013) — борець греко-римського стилю, дворазовий срібний та чотириразовий бронзовий призер чемпіонатів світу, чемпіон та дворазовий бронзовий призер чемпіонатів Європи, чемпіон та бронзовий призер Олімпійських ігор.